# The Untamed
The Untamed (englisch für „Der Ungezähmte“, chinesisch 陈情令, Pinyin Chén Qíng Lìng) ist eine chinesische Fernsehserie aus dem Jahr 2019, die auf dem Xianxia-Roman Mo Dao Zu Shi von Mo Xiang Tong Xiu basiert.
In der Serie ergründen zwei „Kultivierer“ eine Reihe mysteriöser Begebenheiten, die mit einem dramatischen Ereignis in ihrer Vergangenheit zusammenhängen. In der Buchvorlage wird eine explizite Liebesgeschichte zwischen den beiden männlichen Protagonisten erzählt, die jedoch wegen der chinesischen Zensur von LGBT-Inhalten für die Serie auf homoerotische Andeutungen reduziert wurde. In China wurde sie in 50 Episoden zwischen dem 27. Juni und dem 20. August 2019 auf dem Streamingdienst Tencent Video veröffentlicht.

## Handlung
Sechzehn Jahre in der Vergangenheit wird die Jiang Hu von fünf mächtigen Klans beherrscht: dem Wen-, Jin-, Lan-, Jiang- und Nie-Klan. Der „ungezähmte“, lebenslustige Wei Wuxian wurde vom Jiang-Klan adoptiert und während eines Studienaufenthalts beim Lan-Klan, an dem traditionell junge Lehrlinge aus allen Klans teilnehmen, freundet er sich mit dem stets pflichtbewussten Musterschüler Lan Wangji an. Die beiden erfahren von einer dunklen Gefahr, die der Welt durch die Umtriebe des Klanführers Wen Ruohan droht. Tatsächlich beginnt der Wen-Klan bald darauf, eine Gewaltherrschaft über die anderen Klans aufzubauen.
Wei Wuxian und Lan Wangji geraten mitten in die Kampfhandlungen. Mit einem letzten Aufgebot gelingt es den verbliebenen Angehörigen der vier übrigen Klans nach verlustreichen Kämpfen schließlich, den Wen-Klan zu besiegen. Doch weiterhin geschehen unerklärliche Dinge, deren Ursache der Jin-Klan bald in den dunklen Kräften Wei Wuxians vermutet. Dieser versucht, Überlebende des Wen-Klans vor der Verfolgung durch den Jin-Klan zu schützen und verliert dabei Familie und Freunde; nur Lan Wangji hält stets zu ihm. Bei einer finalen Konfrontation mit den Klans stürzt Wei Wuxian letzten Endes in den Tod.
In der Gegenwart lebt Wei Wuxian nur noch in Legenden über einen furchterregenden Meister der dunklen Künste fort. Doch Mo Xuanyu, ein ehemaliger Schüler des Jin-Klans der verstoßen wurde, beschwört mit einem Ritual den Geist Wei Wuxians in seinen Körper, damit dieser sich in seinem Namen an seinen Feinden rächen möge. Bald stößt der so zurückgekehrte Wei Wuxian auf Lan Wangji und gemeinsam gehen sie neuen mysteriösen Ereignissen nach, die mit ungelösten Vorfällen der Vergangenheit zu tun haben. Dabei müssen sie sich gegen die herrschenden Klans, nun unter der Führung des Jin-Klans, aber auch gegen einige im Hintergrund agierende Personen behaupten.

## Produktion

### Vorproduktion und Dreharbeiten

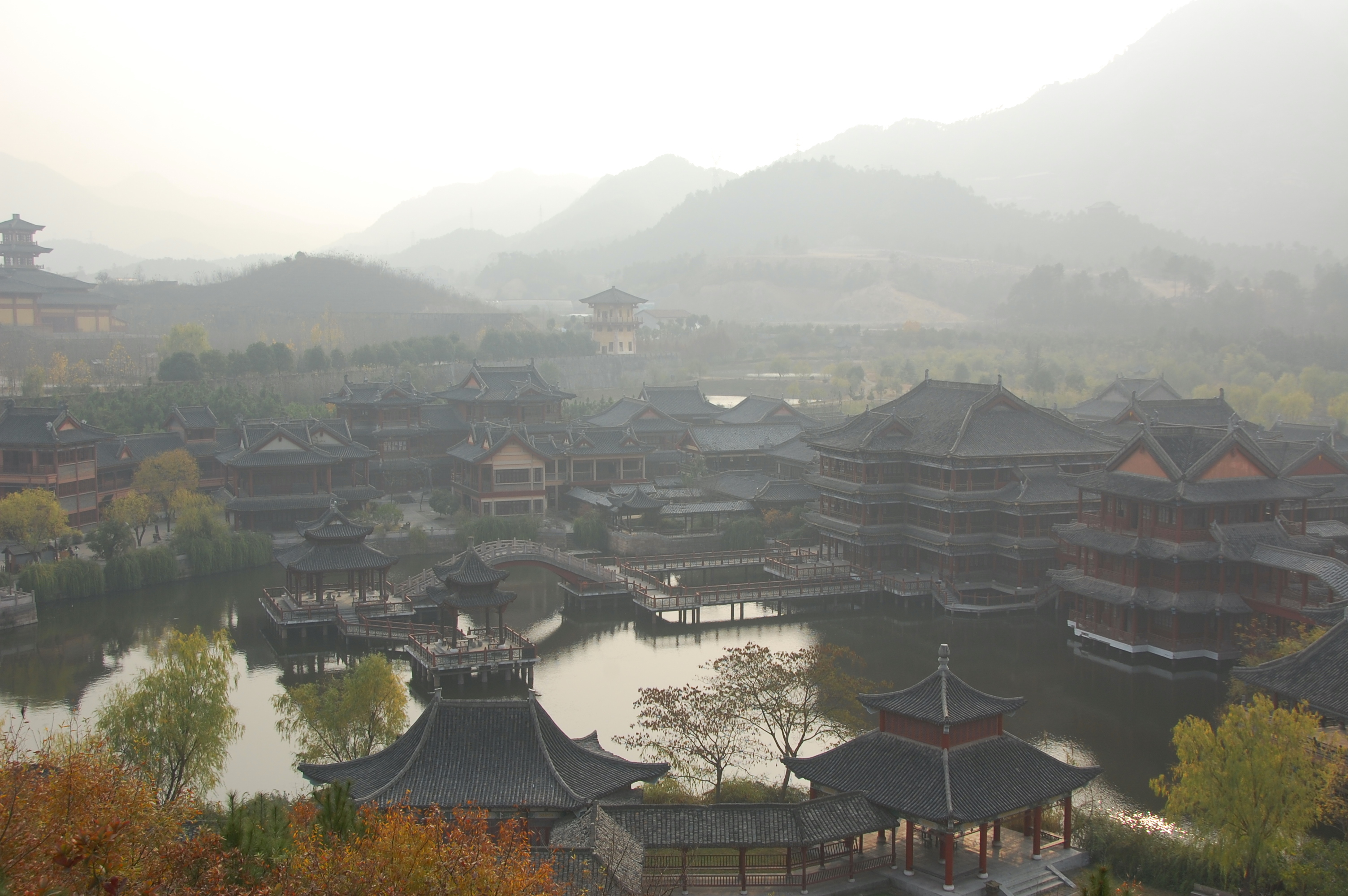
Die Hengdian World Studios waren der hauptsächliche Drehort der Serie

Die Vorproduktion der Serie – Erarbeitung des Drehbuchs und Bau der Filmsets – erstreckte sich über zweieinhalb Jahre. Erstmals angekündigt wurde das Projekt im März 2018. Die Regie übernahmen Zheng Weiwen und Chen Jialin, das Drehbuch wurde von einem Team aus Yang Xia, Deng Yaoyu, Ma Jing und Guo Guangyun geschrieben. Die Dreharbeiten fanden zwischen April und August 2018 in den Hengdian World Studios und in Guizhou statt. Der Cast traf sich bereits zwei Wochen vor Beginn der Dreharbeiten, um sich auf die jeweiligen Rollen vorzubereiten (etwa mit Kampftraining). Am 11. Juli 2018 kam es während der Dreharbeiten in Nanma, Dongyang, in einer Anlage der Hengdian World Studios zu einem Großbrand. Dabei kamen zwei Mitglieder der Filmcrew ums Leben.
Die Verfilmung weist einige Änderungen gegenüber der Buchvorlage auf. Die ursprünglichen expliziten Yaoi-Elemente mussten aufgrund der chinesischen Zensur aus der Handlung entfernt werden. Im Vorfeld kursierten daher Gerüchte, dass in der Verfilmung eine Liebesgeschichte des Protagonisten mit einer Frau eingebaut worden sei; dies sorgte für Entrüstung bei den Fans der Buchvorlage. Die (letztlich unbegründeten) Gerüchte wurden jedoch von den Produzenten zurückgewiesen. Außerdem wurde die Erzählstruktur leicht angepasst, da die Buchvorlage viel mit Rückblenden arbeitet. Ursprünglich gab es zwei Drehbuchversionen, eine mit chronologischer Handlung und eine entsprechend der Vorlage; diese wurden schließlich vermischt.
Obwohl die Serie (und vor allem die Buchvorlage) unter den Genrebegriff Xianxia fällt, greift The Untamed viele Elemente traditioneller Wuxia auf.

### Besetzung
Die Besetzung der Hauptrollen mit Xiao Zhan und Wang Yibo wurde im April 2018 angekündigt. Xiao Zhan erhielt die Rolle dank einer Empfehlung an einen der Produzenten. Wang Yibo hingegen durchlief ein Casting. Lu Zhixing und Bian Jiang, die Synchronsprecher der Hauptfiguren in der Hörspieladaption und in der Animationsserie, übernahmen die Aufgabe auch in der Verfilmung.

### Konzept
Laut Produzent Yang Xia wurden die Sets und Kostüme je nach Klan auf unterschiedliche kulturelle Einflüsse basiert. Das Kostümdesign stammte von Chen Tongxun.
Der Lan-Klan wurde von der Song-Dynastie inspiriert. Mit Blau- und Grüntönen sollen Eleganz und Charakterstärke des Klans unterstrichen werden, während dunkelfarbiges Holz seine Pracht zeigen soll. Strenge und Pflichtbewusstsein werden durch auffällige Krägen und Ärmel symbolisiert. Die Inspiration für den Jiang-Klan stammte aus Jianghan (Hubei). Mit warmen und hellen Farben soll der fröhliche und freigeistige Charakter betont werden. In den Sets dominieren offene Räume. Die engen Ärmel der Kostüme verweisen auf die faustkämpferische Mentalität des Klans. Der charakteristische Lotus-See wurde speziell präpariert, um eine gekräuselte Wasseroberfläche sicherzustellen.
Für den Nie-Klan wurde ein auffälliges, festungsartiges Set aufgebaut, das den kriegerischen Charakter des Klans verdeutlicht. Das Design des Wen-Klans orientierte sich an der Shang-Dynastie, jenes des Jin-Klans an der Tang-Dynastie.

## Musik
Die Musik zur Serie wurde hauptsächlich von Lin Hai komponiert. Der Titelsong wurde ursprünglich als 忘羡,  Wàngxiàn geführt, ab Episode 11 wurde der Titel jedoch zu 无羁,  Wú jī geändert. Am 8. Juli 2019 erschien das Soundtrack-Album mit allen Liedern auf QQ Music. Das Album mit den Instrumentaltracks folgte am 5. August 2019. Am 2. November 2019 erschien auch eine physische Version des Soundtracks. Am 19. August vergab QQ Music eine Platin-Schallplatte an das Soundtrack-Album für Einnahmen von mehr als 15 Millionen Yuan.

## Rezeption

### Popularität
Im sozialen Netzwerk Douban hält die Serie den Rekord für die meisten Reviews zu einer chinesischen Serie. Stand November 2020 registrierte Tencent 8,68 Milliarden Ansichten der Serie. Als einer der Hauptgründe für die große Popularität der Serie wird ihre Treue zur Buchvorlage genannt. Auf den auf asiatische Serien spezialisierten Websites Viki und MyDramaList ist The Untamed die von Benutzern bestbewertete chinesische Serie, mit einer Durchschnittsbewertung von 9,8 bzw. 9,4.

### Kritiken
In Renmin Ribao wurde The Untamed für die „wundervolle Darstellung chinesischer Eigenheiten“ gelobt, wobei traditionelle kulturelle Elemente – durch exquisite Kostüme und traditionelle Musikinstrumente – sowie positive Werte wie Mut, Ritterlichkeit und Vaterlandsliebe vermittelt würden. Der China News Service hob ebenfalls die herrlichen Kostüme und die Darstellung traditioneller Etikette hervor und lobte die spannende und wohlkonstruierte Geschichte. Wang Yibo wurde nach den ersten Episoden für seine ausdruckslose Darstellung kritisiert, was sich aber im weiteren Verlauf verbesserte.
Wegen ihrer starken Geschichte, ihren gut geschriebenen Figuren und ihrer beeindruckenden Kostüme, Masken und Sets erhielt die Serie auch große internationale Aufmerksamkeit. Mit einer heroischen Geschichte und modernen Werten helfe die Serie, weltweit chinesische Kultur zu vermitteln und das Interesse an chinesischen Serien zu steigern. Auf Film Daily wurde die Serie als „globales Phänomen“ bezeichnet und als ein Grund für die zunehmende Popularität asiatischer Produktionen auf Streamingplattformen wie Netflix genannt.

### Kommerzieller Erfolg
The Untamed war in China 2019 eine der erfolgreichsten Serien des Jahres 2019. Gegen Ende der Erstausstrahlung hatte sie durch Streaming, Fanveranstaltungen (darunter Konzerte), Musikverkäufe und Merchandise Einnahmen von 97,87 Milliarden Yuan generiert. Allein an der Liveausstrahlung des The Untamed National Style Concert verdiente Tencent Video geschätzt mehr als 100 Millionen Yuan.
Tencent gab im Oktober 2019 an, dass die Reichweite ihrer Streamingplattform für den internationalen Markt, WeTV, dank The Untamed um 250 Prozent gestiegen sei.

## Auszeichnungen (Auswahl)
| Preis                                                                         | Kategorie                                   | Nominierte(r)                          | Beleg         |
| ----------------------------------------------------------------------------- | ------------------------------------------- | -------------------------------------- | ------------- |
| Internet Film Festival                                                        | Beste Regie                                 | Chen Jialin                            | [ 45 ]        |
| Internet Film Festival                                                        | Bester neuer Schauspieler                   | Zhu Zanjin                             | [ 45 ]        |
| GQ 2019 Men of the Year                                                       | „Breakthrough“-Schauspieler des Jahres      | Wang Yibo                              | [ 46 ]        |
| Golden Tower Award                                                            | Beliebteste Serie                           | The Untamed                            | [ 47 ]        |
| Golden Tower Award                                                            | Beliebtester Schauspieler                   | Xiao Zhan                              | [ 47 ]        |
| Hengdian Film and TV Festival of China (Wenrong Awards)                       | Beste Regie                                 | Chen Jialin                            | [ 48 ]        |
| Hengdian Film and TV Festival of China (Wenrong Awards)                       | Beste Produktion                            | Fang Fang                              | [ 48 ]        |
| Yinchuan Internet Film Festival                                               | Bester Schauspieler (Webserie)              | Xiao Zhan                              | [ 49 ]        |
| Huading Awards                                                                | Bester Newcomer                             | Xiao Zhan                              | [ 50 ]        |
| China Entertainment Industry Summit (Golden Pufferfish Awards)                | Beste Serie                                 | The Untamed                            | [ 51 ]        |
| China Entertainment Industry Summit (Golden Pufferfish Awards)                | Bestes Marketing                            | The Untamed                            | [ 51 ]        |
| China Entertainment Industry Summit (Golden Pufferfish Awards)                | Produzent des Jahres                        | Yang Xia                               | [ 51 ]        |
| Tencent Music Entertainment Awards                                            | Lied des Jahres                             | Unrestrained (Xiao Zhan und Wang Yibo) | [ 52 ]        |
| China Golden Rooster and Hundred Flowers Film Festival (Network Drama Awards) | Beliebtester Schauspieler                   | Wang Yibo                              | [ 53 ]        |
| China Golden Rooster and Hundred Flowers Film Festival (Network Drama Awards) | Meisterwarteter Schauspieler                | He Peng                                | [ 53 ]        |
| Weibo TV Series Awards                                                        | Beliebteste Serie                           | The Untamed                            | [ 54 ] [ 55 ] |
| Weibo TV Series Awards                                                        | Beliebteste Figur                           | Wei Wuxian                             | [ 56 ]        |
| Golden Bud – Network Film and Television Festival                             | Einflussreichste Webserie                   | The Untamed                            | [ 57 ]        |
| Golden Bud – Network Film and Television Festival                             | Beliebtester Regisseur                      | Chen Jialin                            | [ 57 ]        |
| Golden Bud – Network Film and Television Festival                             | New Force Energy                            | Wang Haoxuan                           | [ 57 ]        |
| Kugou Music Awards                                                            | Lied des Jahres                             | Unrestrained (Xiao Zhan und Wang Yibo) | [ 58 ]        |
| Baidu Fudian Awards                                                           | Top-10-Serien                               | The Untamed                            | [ 59 ]        |
| Sina Film & TV Awards                                                         | Top-10-Serien                               | The Untamed                            | [ 60 ]        |
| China Student Television Festival                                             | Meistgesehene Serie                         | The Untamed                            | [ 61 ]        |
| Tencent Video All Star Awards                                                 | Webserie des Jahres                         | The Untamed                            | [ 62 ]        |
| Tencent Video All Star Awards                                                 | Populärste Schauspieler des Jahres          | Xiao Zhan                              | [ 62 ]        |
| Tencent Video All Star Awards                                                 | Populärste Schauspieler des Jahres          | Wang Yibo                              | [ 62 ]        |
| Tencent Video All Star Awards                                                 | Meistversprechender Schauspieler des Jahres | Liu Haikuan                            | [ 62 ]        |
| Tencent Video All Star Awards                                                 | Doki New Force                              | Wang Zhuocheng                         | [ 62 ]        |
| Tencent Entertainment White Paper                                             | Schauspieler des Jahres (Fernsehen)         | Xiao Zhan                              | [ 63 ]        |
| Weibo Awards Ceremony                                                         | Hot Drama of the Year                       | The Untamed                            | [ 64 ]        |
| Hengdian World Studio Classic Ranking                                         | Beliebteste Serie                           | The Untamed                            | [ 65 ]        |
| Hengdian World Studio Classic Ranking                                         | Beliebteste Figur                           | Wei Wuxian (Xiao Zhan)                 | [ 65 ]        |

## Internationale Verbreitung
Über Streamingdienste und Videoplattformen wie WeTV, Viki, ODC oder YouTube wurde die Serie auch außerhalb Chinas veröffentlicht. In elf Sprachversionen erschien sie ab dem 25. Oktober 2019 auf Netflix. Über WeTV erschien ab dem 25. Dezember 2019 zusätzlich eine gekürzte, neu geschnittene Version der Serie in 20 Episoden.
In Südkorea wurde The Untamed ab dem 21. Oktober 2019 auf Channel Asia UHD ausgestrahlt, in Japan ab dem 19. März 2020 auf Asia Dramatic TV.

## Ableger
Es erschienen zwei Filme als Ableger der Serie.

### The Living Dead(2019)
The Living Dead (chinesisch 生魂, Pinyin Shenghun) wurde am 7. November 2019 auf iQiyi veröffentlicht. Regie führte Qiu Zhongwei, das Drehbuch stammte von Lu Ping und Produzent war Yang Xia. Im Film wird eine Geschichte um Wen Ning und Lan Sizhui erzählt.

### Fatal Journey(2020)
Fatal Journey (chinesisch 乱魄, Pinyin Luanpo) erschien am 26. März 2020. Im Film geht es um die Brüder Nie und Jin Guangyao.

## Belege
1. ↑  开播当日定档！肖战王一博《陈情令》今晚播出. In: Beijing News. 27. Juni 2019, abgerufen am 19. November 2020 (chinesisch).
2. ↑  Bridget Lusky: ‘The Untamed’: Chinese boy love drama we can’t stop watching. In: Film Daily. 2. Dezember 2019, abgerufen am 19. November 2020 (englisch).
3. ↑  Emily Khor: ‘The Untamed’ and how it Broke Barriers within Media Censorship. In: Wolf Tracks. 23. April 2020, abgerufen am 24. September 2020 (englisch).
4. ↑  《陈情令》定档627 肖战王一博最新海报曝光. In: Sina. 27. Juni 2019, abgerufen am 19. November 2020 (chinesisch).
5. ↑  《陈情令》迎大结局 肖战王一博双双发文告别. In: ifeng. 14. August 2019, archiviert vom Original (nicht mehr online verfügbar) am 16. August 2019; abgerufen am 19. November 2020 (chinesisch).
6. 1 2 3 4 5  专访《陈情令》总制片人：年轻观众对剧的审美更加理性. In: People’s Daily. 5. Juli 2019, abgerufen am 19. November 2020 (chinesisch).
7. ↑  知名耽美小说《魔道祖师》将拍剧 定名《陈情令》. In: Sina. 13. März 2018, abgerufen am 19. November 2020 (chinesisch).
8. ↑  120张概念图、300人美术团队，《陈情令》“明知不可为而为之”. In: Sina. 7. Juli 2019, abgerufen am 19. November 2020 (chinesisch).
9. 1 2  电视剧《陈情令》开拍 肖战王一博领衔高颜值阵容. In: Netease. 26. April 2018, abgerufen am 19. November 2020 (chinesisch).
10. ↑  王一博《陈情令》杀青 感恩剧组不舍离别. In: China.com. 24. August 2018, abgerufen am 19. November 2020 (chinesisch).
11. ↑  拍戏 《陈情令》的20件事. In: Sina. 17. Juli 2019, abgerufen am 19. November 2020 (chinesisch).
12. ↑  《陈情令》剧组摄影棚发生火灾 现场2人死亡. In: Netease. 13. Juli 2018, abgerufen am 19. November 2020 (chinesisch).
13. ↑  导演郑伟文执导《陈情令》续写仙侠缘. Xinhua, 21. August 2018, archiviert vom Original (nicht mehr online verfügbar) am 3. Mai 2019; abgerufen am 19. November 2020 (chinesisch).  Info: Der Archivlink wurde automatisch eingesetzt und noch nicht geprüft. Bitte prüfe Original- und Archivlink gemäß Anleitung und entferne dann diesen Hinweis.
14. ↑  强拆cp的陈情令终于遭到了粉丝的孽力回馈. In: Sina. 23. Juli 2018, abgerufen am 19. November 2020 (chinesisch).
15. ↑  《陈情令》剧方回应演员带资进组传言：均不属实. In: Netease. 19. Juli 2018, abgerufen am 19. November 2020 (chinesisch).
16. ↑  《陈情令》王一博、肖战演"忘羡"压力多过兴奋. In: Beijing News. 11. Juli 2019, abgerufen am 19. November 2020 (chinesisch).
17. ↑  《陈情令》：新武侠"归来". In: The Paper. 4. Juli 2019, abgerufen am 19. November 2020 (chinesisch).
18. ↑  《陈情令》曝选角内幕：肖战凭古装照入选，王一博第一轮被淘汰. Tencent, 23. Juli 2019, abgerufen am 19. November 2020 (chinesisch).
19. ↑  从无名“替声”到登上《陈情令》海报，配音演员出圈简史. Tencent, 13. Juli 2019, abgerufen am 19. November 2020 (chinesisch).
20. 1 2  《陈情令》开播引热议 创作团队坦诚不足接受指正. In: Sina. 4. Juli 2019, abgerufen am 19. November 2020 (chinesisch).
21. ↑  《陈情令》里饰魏无羡圈粉无数 肖战自称与角色不一样. In: People’s Daily. 8. Juli 2019, abgerufen am 19. November 2020 (chinesisch).
22. ↑  《陈情令》国风音乐专辑重磅上线 肖战王一博“声动”诠释角色内心. In: People.com. 8. Juli 2019, abgerufen am 19. November 2020 (chinesisch).
23. ↑  陈情令 国风音乐专辑！ In: Tencent Music. Abgerufen am 19. November 2020.
24. ↑  陈情令 原声音乐专辑. In: Douban. Abgerufen am 19. November 2020 (chinesisch).
25. ↑  陈情令国风音乐大碟. In: Douban. Abgerufen am 19. November 2020 (chinesisch).
26. ↑  战报来袭！恭喜OST合集《陈情令 古风音乐专辑》于平台运营助力之下成绩斐然. In: QQ Music Weibo. 19. August 2019, abgerufen am 19. November 2020 (chinesisch).
27. ↑  陈情令 (2019). In: Douban. Abgerufen am 19. November 2020 (chinesisch).
28. ↑  《陈情令》成为豆瓣评分人数最多的国产剧. In: Sohu. 5. August 2019, archiviert vom Original (nicht mehr online verfügbar) am 4. November 2019; abgerufen am 19. November 2020 (chinesisch).  Info: Der Archivlink wurde automatisch eingesetzt und noch nicht geprüft. Bitte prüfe Original- und Archivlink gemäß Anleitung und entferne dann diesen Hinweis.
29. ↑  陈情令. In: Guduo Data. Abgerufen am 19. November 2020 (chinesisch).
30. ↑  陈情令  来日方长，后会有期. In: Sohu. 16. August 2019, abgerufen am 19. November 2020 (chinesisch).
31. ↑  Explore Shows, Highly Rated. In: Rakuten Viki. Abgerufen am 18. November 2020.
32. ↑  Top Ranked Dramas. In: MyDramaList. Abgerufen am 18. November 2020.
33. ↑  人民日报评《陈情令》:书写国风之美传递文化自信. In: Sina. People’s Daily, 28. Juni 2019, abgerufen am 19. November 2020 (chinesisch).
34. ↑  《陈情令》开播受追捧：服化道精致 呈现传统礼仪. In: China News Service. 28. Juni 2019, abgerufen am 19. November 2020 (chinesisch).
35. ↑  《陈情令》王一博屡屡遭骂，造型演技惹争议，后期却越看越顺眼. Sina, 6. Juli 2019, abgerufen am 19. November 2020 (chinesisch).
36. 1 2  The Untamed Becomes Top1 Twitter Trending Topic, Gaining Global Attention. In: PR Newswire. 13. Juli 2019, abgerufen am 19. November 2020.
37. ↑  Keyla Carvalho: What To Know About ‘The Untamed,’ The Chinese Drama Twitter Is Obsessed With. In: Bustle. 11. Februar 2020, abgerufen am 19. November 2020 (englisch).
38. ↑  Bridget Lusky: ‘The Untamed’ cracked seemingly permanent cultural barriers. In: Film Daily. 25. Februar 2020, abgerufen am 19. November 2020 (englisch).
39. ↑  326.7万人付费看陈情令演唱会直播 平台收入近亿. In: Sina. 14. November 2019, abgerufen am 19. November 2020 (chinesisch).
40. ↑  《陈情令》吸金9700万，为何“腐女”的钱最好赚. In: Tencent. 15. August 2019, abgerufen am 19. November 2020 (chinesisch).
41. ↑  《陈情令》南京演唱会黄牛票炒出15万天价. In: People’s Daily. 31. Oktober 2019, archiviert vom Original (nicht mehr online verfügbar) am 10. November 2019; abgerufen am 19. November 2020 (chinesisch).
42. ↑  Behind the 150,000 RMB Concert Tickets. In: China Music Business. 18. Oktober 2019, archiviert vom Original (nicht mehr online verfügbar) am 14. Dezember 2019; abgerufen am 19. November 2020.  Info: Der Archivlink wurde automatisch eingesetzt und noch nicht geprüft. Bitte prüfe Original- und Archivlink gemäß Anleitung und entferne dann diesen Hinweis.
43. ↑  Tencent เผย "ปรมาจารย์ลัทธิมาร" ดัน WeTV โต 250%, ยอดดาวน์โหลดเฉลี่ยเดือนละล้าน. In: Blognone. 17. Oktober 2019, abgerufen am 19. November 2020 (thailändisch).
44. ↑  Tencent ปี 2020 เดินหน้าอีเว้นท์เกม เพลง สร้างซีรีส์ไทยลง WeTV ฐานคนดูกลุ่มต่อไปอยู่ที่เมืองจีน. In: Blognone. 17. Oktober 2019, abgerufen am 19. November 2020 (thailändisch).
45. ↑  第三届网影盛典盛大落幕，金牡丹奖各奖项逐一揭晓. In: Sohu. 25. August 2019, abgerufen am 19. November 2020 (chinesisch).
46. ↑  王一博：2019智族GQ“年度突破演员”，未来可期. In: Netease. 8. September 2019, abgerufen am 19. November 2020 (chinesisch).
47. ↑  金塔奖打榜活动收官，肖战、王一博荣登榜首. In: People’s Daily. 3. November 2019, abgerufen am 19. November 2020 (chinesisch).
48. ↑  2019横店影视节圆满落幕 “文荣奖”各奖项揭晓. In: Sina. 27. Oktober 2019, archiviert vom Original (nicht mehr online verfügbar) am 27. Oktober 2019; abgerufen am 19. November 2020 (chinesisch).
49. ↑  第三届中国银川互联网电影节落幕 13项“金杞奖”揭晓. In: Sina. 6. November 2019, abgerufen am 19. November 2020 (chinesisch).
50. ↑  第26届华鼎奖奖项出炉 陈宝国惠英红获最佳男女主. In: Sina. 10. Dezember 2019, abgerufen am 19. November 2020 (chinesisch).
51. ↑  2019金河豚奖入围名单. In: Sina. 18. November 2019, abgerufen am 19. November 2020 (chinesisch).
52. ↑  腾讯音乐娱乐盛典酷狗年度金曲奖：肖战王一博《无羁》. In: dzwww.com. 19. November 2019, abgerufen am 19. November 2020 (chinesisch).
53. ↑  第一届互联网影视文娱盛典暨“飞鹭”文娱之夜在厦门举行. In: Xiamen Web. 24. November 2019, abgerufen am 19. November 2020 (chinesisch).
54. ↑  2019年度微博#电视剧大赏#最具人气剧集. In: Weibo. 3. Januar 2020, abgerufen am 19. November 2020 (chinesisch).
55. ↑  微博电视剧大赏排名：《陈情令》第一. Tencent, 4. Januar 2020, abgerufen am 19. November 2020 (chinesisch).
56. ↑  2019年度微博#电视剧大赏#最具人气角色. In: Weibo. 3. Januar 2020, abgerufen am 19. November 2020 (chinesisch).
57. ↑  金骨朵网络影视盛典提名揭晓 王一博肖战杨紫等入围. In: Ynet. 25. November 2019, archiviert vom Original (nicht mehr online verfügbar) am 24. Mai 2021; abgerufen am 19. November 2020 (chinesisch).  Info: Der Archivlink wurde automatisch eingesetzt und noch nicht geprüft. Bitte prüfe Original- und Archivlink gemäß Anleitung und entferne dann diesen Hinweis.
58. ↑  酷狗音乐年度金曲：肖战、王一博《无羁》. In: Sina. 8. Dezember 2019, abgerufen am 19. November 2020 (chinesisch).
59. ↑  百度沸点2019年度十大电视剧发布. In: Sina. 12. Dezember 2019, abgerufen am 19. November 2020 (chinesisch).
60. ↑  新浪2019年度影视综获奖名单. In: Sina. 19. Dezember 2019, abgerufen am 19. November 2020 (chinesisch).
61. ↑  第八届中国大学生电视节落幕 各大奖项揭晓. In: Sina. 19. Dezember 2019, abgerufen am 19. November 2020 (chinesisch).
62. ↑  2019年度星光大赏. Tencent, 29. Dezember 2019, archiviert vom Original (nicht mehr online verfügbar) am 2. Januar 2020; abgerufen am 19. November 2020 (chinesisch).
63. ↑  肖战荣获年度电视剧男演员 2020年继续努力不负荣誉. In: Tencent. 7. Januar 2020, abgerufen am 19. November 2020 (chinesisch).
64. ↑  《十二时辰》《陈情令》《亲热》获微博年度热剧. In: Sina. 11. Januar 2020, abgerufen am 19. November 2020 (chinesisch).
65. ↑  《横店2019年度热剧榜》. In: 横店影视城 Sina Weibo. 13. Januar 2020, abgerufen am 19. November 2020 (chinesisch).
66. ↑  《陈情令》开启全球追剧模式. In: People’s Daily. 5. Juli 2019, abgerufen am 19. November 2020 (chinesisch).
67. ↑  耽美剧"陈情令"将在Netflix海外播出 肖战&王一博主演的古装剧 将于10.25上线. In: Mtime. 21. Oktober 2019, archiviert vom Original (nicht mehr online verfügbar) am 21. Oktober 2019; abgerufen am 19. November 2020 (chinesisch).  Info: Der Archivlink wurde automatisch eingesetzt und noch nicht geprüft. Bitte prüfe Original- und Archivlink gemäß Anleitung und entferne dann diesen Hinweis.
68. ↑  《陈情令》特别剪辑版上线. In: Tencent. 28. Dezember 2019, abgerufen am 19. November 2020 (chinesisch).
69. ↑  肖战王一博“实火”认证！《陈情令》将登陆韩国，引韩观众热议. In: ifeng. 22. September 2019, abgerufen am 19. November 2020 (chinesisch).
70. ↑  《陈情令》10月21日韩国开播 韩语宣传海报曝光. In: Sina. 12. Oktober 2019, abgerufen am 19. November 2020 (chinesisch).
71. ↑  独家丨肖战、王一博《陈情令》明年日本播出. In: Sina. 22. September 2019, abgerufen am 19. November 2020 (chinesisch).
72. ↑  陈情令》日版定档海报曝光 将在每周四4集连播. In: Sina. 23. Januar 2020, abgerufen am 19. November 2020 (chinesisch).
73. ↑  《陈情令》番外电影《生魂》上线. In: Xinhua News Agency. 8. November 2019, archiviert vom Original (nicht mehr online verfügbar) am 10. November 2019; abgerufen am 19. November 2020 (chinesisch).  Info: Der Archivlink wurde automatisch eingesetzt und noch nicht geprüft. Bitte prüfe Original- und Archivlink gemäß Anleitung und entferne dann diesen Hinweis.
74. ↑  Bethany Wade: Missing ‘The Untamed’? ‘Fatal Journey’ is the spinoff you need. 12. März 2020, abgerufen am 19. November 2020 (englisch).